# Norderschwei
Norderschwei ist Ortsteil von Schwei in der Gemeinde Stadland im Landkreis Wesermarsch im nordwestlichen Niedersachsen. Norderschwei befindet sich nördlich der Siedlung und besteht aus zwei Bauerschaften.

## Geschichte
Norderschwei befindet sich nördlich des Kirchdorfes. 1525 wurde zum Schutz des Ortes der Thülmannsdeich errichtet, der sich um die Höfe zog.  Hier war von 1622 bis 1965 eine einklassige Schule. Es gibt einen auf 1739 datierten Bauerbrief der „Mittel Norder Schweyer Köther“, dieser ist als „Ersatz“ für einen älteren verloren gegangenen Bauerbrief überliefert. 

## Verwaltungsgeschichte
Norderschwei war bis 1811 Bestandteil der Vogtei Schwei. Später gehörte es zur eigenständigen Gemeinde Schwei, von 1933 bis 1948 war es Teil der Gemeinde Rodenkirchen. Seit 1974 gehört es zur Gemeinde Stadland.

## Demographie
| Jahr | Einwohner            |
| ---- | -------------------- |
| 1681 | 314                  |
| 1762 | 608 (mit Altendeich) |
| 1788 | 319                  |
| 1791 | 334                  |
| 1793 | 365                  |
| 1811 | 337                  |
| 1815 | 341                  |
| 1855 | 450                  |
| 1925 | 412                  |
| 1939 | 357                  |
| 1946 | 537                  |
| 1950 | 559                  |
| 1961 | 348                  |
| 1970 | 304                  |